# Carlo Visconti
Carlo Visconti (né en 1523 à Milan et mort le 12 novembre 1565 à Rome) était un évêque catholique et un cardinal italien du XVIe siècle.

## Biographie
Déjà protonotaire apostolique, Carlo Visconti est nommé évêque du diocèse de Vintimille le 5 décembre 1561.
En 1562-1563, il participe au concile de Trente.
Le 12 mars 1565 il est créé cardinal par le pape Pie IV, et le 6 juillet de la même année, il est nommé évêque de Montefeltro.
Il meurt à Rome, quelques mois plus tard, le 12 novembre 1565, à l'âge de 42 ans.

## Sources
- (it) Cet article est partiellement ou en totalité issu de l’article de Wikipédia en italien intitulé « Carlo Visconti » (voir la liste des auteurs).